# Ахаз
Ахаз (на иврит: אָחָז) е цар на Юдея от Давидовата династия, управлявал около 743 – 727 година пр. Хр.
Смята се, че е роден около 763 година пр. Хр. като син на цар Иоатам, когото наследява на двадесет години. Управлението му е описано в библейската Четвърта книга Царства, чийто автор е критичен към религиозността му – Ахаз сключва съюз с асирийците срещу Сирия и Израил и поставя в Соломоновия храм асирийски жертвеник.[4Цар. 16:1 – 20]
Ахаз умира към 727 година пр. Хр. и е наследен от сина си Езекия.